# KBWY
Koordinaten: 45° 11′ 40″ N, 109° 20′ 30″ W
KBWY oder KBWY-FM ist ein US-amerikanischer nichtkommerzieller Hörfunksender aus Pryor im US-Bundesstaat Montana. KBWY sendet auf der UKW-Frequenz 90,5 MHz. Das Sendeformat ist für Bildungszwecke ausgerichtet. Eigentümer und Betreiber sind die Better Public Broadcasting Association (WAY MEDIA, INC).